# Лукапа
Лука́па (порт. Lucapa) — місто в Анголі, столиця провінції Північна Лунда.  Населення на 2010 рік — 27 924 людини.

## Географія
Лукапа у середньому розташовується на висоті близько 913 метрів над рівнем моря

### Клімат
Місто знаходиться у зоні, котра характеризується кліматом тропічних саван. Найтепліший місяць — вересень із середньою температурою 24 °C (75.2 °F). Найхолодніший місяць — червень, із середньою температурою 22 °С (71.6 °F).
| Клімат Лукапи           | Клімат Лукапи | Клімат Лукапи | Клімат Лукапи | Клімат Лукапи | Клімат Лукапи | Клімат Лукапи | Клімат Лукапи | Клімат Лукапи | Клімат Лукапи | Клімат Лукапи | Клімат Лукапи | Клімат Лукапи | Клімат Лукапи |
| Показник                | Січ.          | Лют.          | Бер.          | Квіт.         | Трав.         | Черв.         | Лип.          | Серп.         | Вер.          | Жовт.         | Лист.         | Груд.         | Рік           |
| Середня температура, °C | 23            | 23,4          | 23,5          | 23,6          | 23,4          | 22            | 22,1          | 23,7          | 24            | 24            | 23,3          | 23,3          | 23,3          |
| Норма опадів, мм        | 185.8         | 172.6         | 228.8         | 188.9         | 26.7          | 2.6           | 3.2           | 25.1          | 88.9          | 144.2         | 239.9         | 201.4         | 1508.1        |
| Днів з опадами          | 12,3          | 12,9          | 14,5          | 12,9          | 4,2           | 0,5           | 0,4           | 1,7           | 5,2           | 9,3           | 14,2          | 14,7          | 102,8         |
| Вологість повітря, %    | 81.7          | 79.2          | 79.5          | 77.7          | 62.4          | 52.3          | 50            | 55.5          | 67.7          | 72.7          | 78.3          | 79.4          | 69.7          |
| ----------------------- | ------------- | ------------- | ------------- | ------------- | ------------- | ------------- | ------------- | ------------- | ------------- | ------------- | ------------- | ------------- | ------------- |
| Джерело: Weatherbase    |               |               |               |               |               |               |               |               |               |               |               |               |               |

## Економіка
Основною галуззю промисловості є гірнича і кілька тисяч жителів зайняті в кооперативній гірничодобувній групі, що утворена SML і ITM Mining. Існує також третя компанія, яка має невелику частку у видобутку.